# Luis Koiffmann
Luis Koiffmann (Odesa, 20 de diciembre de 1900, Montevideo, 1979) fue un activista político, político y periodista argentino proveniente del Imperio Ruso que emigró a sus 3 años junto con sus padres, fue uno de los fundadores del Partido Comunista Argentino en ese entonces Partido Socialista Internacional, siendo el primer Secretario General de la Juventud Socialista Internacional, después renombrada como Federación Juvenil Comunista.

## Biografía
Nacido en Odesa, en aquel entonces bajo dominio del Imperio ruso y en la actualidad perteneciente a Ucrania. A la edad de 3 años, emigró hacia Argentina junto con sus padres.
Fue el primer secretario general, desde 1917 (cuando aún no era oficialmente la FJC, recién en abril de 1921 se renombró como Federación Juvenil Comunista) hasta mayo de 1922, ese año fue expulsado de la organización por enfrentar al Comité Ejecutivo del Partido Comunista Argentino en relación con el “Frente Único”. En 1938 se instala en Montevideo siempre denunció la corrupción y una anécdota relacionada con ello se produce por un incidente con el diputado colorado Pelayo.
En 1941 llegó a ser Codirector junto con el dirigente socialista uruguayo Emilio Frugoni y al periodista Arturo Dobré, del diario El Sol, que defendía las posiciones del socialismo oriental.
De regreso a Argentina en 1946 reorganizó el Partido Socialista sin embargo el partido seria tomado por Américo Ghioldi cercano a las órdenes de Stalin, Ghioldi llevó adelante una purga en el partido lo que llevó a la expulsión de cientos de afiliados y de varios de sus fundadores y figuras claves entre ellas Koiffmann. En la siguiente década alternaría sus viajes y la vida entre Montevideo y Buenos Aires, se une al Partido Obrero de la Revolución Socialista cercano al peronismo.
En septiembre de 1955 tras el golpe de Estado en Argentina que derrocó al gobierno constitucional de Juan Domingo Perón la mayoría de partidos socialistas, comunistas y marxistas serian prohibidos o intervenidos por el régimen de Eduardo Lonardi en uno de sus viajes a Buenos Aires sería detenido a principios de 1956 por influencia de Américo Ghioldi quien mantenía estrechos  vínculos con la dictadura gobernante y deseaba mantener el control total del partido socialista en sintonía con el régimen militar. Tras una fuerte campaña para su liberación, en diciembre de 1956 marchara al exilio a Uruguay.

Koiffman colabora como periodista independiente en Época (Montevideo, 1962-1967), diario en el que confluyeron varias corrientes de izquierda y que fuera clausurado en 1967 por el presidente Pacheco Areco. Poco después colabora en el vespertino De Frente (Montevideo, 1969-1970) que dirigía Federico Fasano Mertens. En 1978 en el contexto de la dictadura militar uruguaya, planificaba instalarse en Europa con esposa Susana y sus dos hijas, Atenea y Isabel, sin embargo muere antes de viajar. Sus restos fueron inhumados el 31 de marzo de 1978 en el Cementerio del Cerro y depositados en el panteón de una familia amiga.